# おおのこうすけ
おおの こうすけは、日本の漫画家。滋賀県出身。京都精華大学マンガ学部マンガ学科出身。9年のアシスタント活動を経て2016年、『月刊コミック@バンチ』（新潮社）に読み切り作『Legend of Music』が掲載され、デビュー。同社のWEBコミックサイト『くらげバンチ』にて『極主夫道』の読み切りを2018年2月23日に掲載し、同年5月18日から連載開始。

## 人物
犬や猫などの動物が好きだが動物アレルギーである。柴犬を飼っている。

## 作品リスト

### 連載
- 極主夫道（『くらげバンチ』2018年2月23日、2018年5月18日[4] - 連載中、新潮社、既刊15巻）

### 読み切り
- Legend of Music（2016年、新潮社）
- PaPa's Cooking! 〜父と呼べた日〜（2016年、新潮社）
- ZOMBIES（2017年、新潮社）
- NIGHT TOWN（2017年、新潮社）
- 怪談囃子（『月刊コミック＠バンチ』2017年10月号[5]、新潮社）
- サンタさんがやってくる！（2017年、新潮社）
- てんこ盛り（『月刊コミックバンチ』2023年11月号付録「死役所公式アンソロジー」[6][7]、新潮社）
- 野草のグルメ（原作：魔夜峰央、『翔んで埼玉 アンソロジー 埼玉解放戦線調査報告書』収録、2023年、宝島社[8]） - 『翔んで埼玉』アンソロジー寄稿作品[8]。
- 今風の学校の怪談 (2024年、新潮社)[9]

### イラスト
- 映画『孤狼の血 LEVEL2』コラボイラスト（2021年7月[10]）

## 関連人物
助野嘉昭
師匠。おおのがデビューする前に、助野の元でアシスタントをしていた。